# Liste des chapitres de Chihayafuru
Cet article est un complément de l’article sur le manga Chihayafuru. Il contient la liste des volumes du manga parus en presse à partir du tome 1, avec les chapitres qu’ils contiennent.

## Volumes reliés

### Tomes 1 à 10
| no | Japonais          | Japonais          | Français         | Français          |
| no | Date de sortie    | ISBN              | Date de sortie   | ISBN              |
| --- | ----------------- | ----------------- | ---------------- | ----------------- |
| 1 | 13 mai 2008       | 978-4-06-319239-1 | 27 mars 2013     | 978-2-8116-1118-7 |
| Au Japon, le tome 1 est sorti en version bilingue anglais/japonais le 21 décembre 2011.Liste des chapitres : - Poème 1 - Poème 2 - Poème 3 - Poème 4 - Poème 5            |                   |                   |                  |                   |
| 2 | 12 septembre 2008 | 978-4-06-319245-2 | 2 mai 2013       | 978-2-8116-1049-4 |
| Au Japon, le tome 2 est sorti en version bilingue anglais/japonais le 23 février 2012.Liste des chapitres : - Poème 6 - Poème 7 - Poème 8 - Poème 9 - Poème 10 - Poème 11 |                   |                   |                  |                   |
| 3 | 12 décembre 2008  | 978-4-06-319252-0 | 3 juillet 2013   | 978-2-8116-1173-6 |
| Liste des chapitres : - Poème 12 - Poème 13 - Poème 14 - Poème 15 - Poème 16 - Poème 17                                                                                   |                   |                   |                  |                   |
| 4 | 13 mars 2009      | 978-4-06-319259-9 | 4 septembre 2013 | 978-2-8116-1218-4 |
| Liste des chapitres : - Poème 18 - Poème 19 - Poème 20 - Poème 21 - Poème 22 - Poème 23                                                                                   |                   |                   |                  |                   |
| 5 | 12 juin 2009      | 978-4-06-319266-7 | 30 octobre 2013  | 978-2-8116-1282-5 |
| Liste des chapitres : - Poème 24 - Poème 25 - Poème 26 - Poème 27 - Poème 28 - Poème 29                                                                                   |                   |                   |                  |                   |
| 6 | 11 septembre 2009 | 978-4-06-319271-1 | 3 janvier 2014   | 978-2-8116-1330-3 |
| Liste des chapitres : - Poème 30 - Poème 31 - Poème 32 - Poème 33 - Poème 34 - Poème 35                                                                                   |                   |                   |                  |                   |
| 7 | 11 décembre 2009  | 978-4-06-319276-6 | 5 mars 2014      | 978-2-8116-1387-7 |
| Liste des chapitres : - Poème 36 - Poème 37 - Poème 38 - Poème 39 - Poème 40 - Poème 41                                                                                   |                   |                   |                  |                   |
| 8 | 12 mars 2010      | 978-4-06-319282-7 | 30 avril 2014    | 978-2-8116-1436-2 |
| Liste des chapitres : - Poème 42 - Poème 43 - Poème 44 - Poème 45 - Poème 46 - Poème 47                                                                                   |                   |                   |                  |                   |
| 9 | 11 juin 2010      | 978-4-06-319287-2 | 13 août 2014     | 978-2-8116-1516-1 |
| Liste des chapitres : - Poème 48 - Poème 49 - Poème 50 - Poème 51 - Poème 52 - Poème 53                                                                                   |                   |                   |                  |                   |
| 10 | 13 septembre 2010 | 978-4-06-319294-0 | 29 octobre 2014  | 978-2-8116-1629-8 |
| Liste des chapitres : - Poème 54 - Poème 55 - Poème 56 - Poème 57 - Poème 58                                                                                              |                   |                   |                  |                   |

### Tomes 11 à 20
| no                                                                                | Japonais          | Japonais          | Français         | Français          |
| no                                                                                | Date de sortie    | ISBN              | Date de sortie   | ISBN              |
| --------------------------------------------------------------------------------- | ----------------- | ----------------- | ---------------- | ----------------- |
| 11                                                                                | 13 décembre 2010  | 978-4-06-380301-3 | 18 février 2015  | 978-2-8116-1823-0 |
| Liste des chapitres : - Poème 59 - Poème 60 - Poème 61 - Poème 62 - Poème 63      |                   |                   |                  |                   |
| 12                                                                                | 11 mars 2011      | 978-4-06-380309-9 | 3 juin 2015      | 978-2-8116-2058-5 |
| Liste des chapitres : - Poème 64 - Poème 65 - Poème 66 - Poème 67 - Poème 68      |                   |                   |                  |                   |
| 13                                                                                | 13 juin 2011      | 978-4-06-380320-4 | 2 septembre 2015 | 978-2-8116-2059-2 |
| Liste des chapitres : - Poème 69 - Poème 70 - Poème 71 - Poème 72 - Poème 73      |                   |                   |                  |                   |
| 14                                                                                | 13 septembre 2011 | 978-4-06-380324-2 | 25 novembre 2015 | 978-2-8116-2284-8 |
| Liste des chapitres : - Poème 74 - Poème 75 - Poème 76 - Poème 77 - Poème 78      |                   |                   |                  |                   |
| 15                                                                                | 13 décembre 2011  | 978-4-06-380331-0 | 3 février 2016   | 978-2-8116-2718-8 |
| Liste des chapitres : - Poème 79 - Poème 80 - Poème 81 - Poème 82 - Poème 83      |                   |                   |                  |                   |
| 16                                                                                | 13 mars 2012      | 978-4-06-380339-6 | 25 mai 2016      | 978-2-8116-2741-6 |
| Liste des chapitres : - Poème 84 - Poème 85 - Poème 86 - Poème 87 - Poème 88      |                   |                   |                  |                   |
| 17                                                                                | 13 juin 2012      | 978-4-06-380349-5 | 24 août 2016     | 978-2-8116-3097-3 |
| Liste des chapitres : - Poème 89 - Poème 90 - Poème 91 - Poème 92 - Poème 93      |                   |                   |                  |                   |
| 18                                                                                | 13 septembre 2012 | 978-4-06-380359-4 | 16 novembre 2016 | 978-2-8116-3162-8 |
| Liste des chapitres : - Poème 94 - Poème 95 - Poème 96 - Poème 97 - Poème 98      |                   |                   |                  |                   |
| 19                                                                                | 13 décembre 2012  | 978-4-06-380369-3 | 15 février 2017  | 978-2-8116-3398-1 |
| Liste des chapitres : - Poème 99 - Poème 100 - Poème 101 - Poème 102 - Poème 103  |                   |                   |                  |                   |
| 20                                                                                | 13 mars 2013      | 978-4-06-380379-2 | 17 mai 2017      | 978-2-8116-3399-8 |
| Liste des chapitres : - Poème 104 - Poème 105 - Poème 106 - Poème 107 - Poème 108 |                   |                   |                  |                   |

### Tomes 21 à 30
| no | Japonais          | Japonais          | Français         | Français          |
| no | Date de sortie    | ISBN              | Date de sortie   | ISBN              |
| --- | ----------------- | ----------------- | ---------------- | ----------------- |
| 21 | 13 juin 2013      | 978-4-06-380389-1 | 23 août 2017     | 978-2-8116-3736-1 |
| Liste des chapitres : - Poème 109 - Poème 110 - Poème 111 - Poème 112 - Poème 113                                                                                             |                   |                   |                  |                   |
| 22 | 13 septembre 2013 | 978-4-06-380397-6 | 15 novembre 2017 | 978-2-8116-4039-2 |
| Au Japon, le tome 22 (ISBN 978-4-06-358459-2) est sorti en édition limitée contenant un DVD.Liste des chapitres : - Poème 114 - Poème 115 - Poème 116 - Poème 117 - Poème 118 |                   |                   |                  |                   |
| 23 | 13 décembre 2013  | 978-4-06-380410-2 | 21 février 2018  | 978-2-8116-4196-2 |
| Liste des chapitres : - Poème 119 - Poème 120 - Poème 121 - Poème 122 - Poème 123                                                                                             |                   |                   |                  |                   |
| 24 | 11 avril 2014     | 978-4-06-380422-5 | 23 mai 2018      | 978-2-8116-4371-3 |
| Liste des chapitres : - Poème 124 - Poème 125 - Poème 126 - Poème 127 - Poème 128                                                                                             |                   |                   |                  |                   |
| 25 | 11 juillet 2014   | 978-4-06-380433-1 | 16 août 2018     | 978-2-8116-4557-1 |
| Liste des chapitres : - Poème 129 - Poème 130 - Poème 131 - Poème 132 - Poème 133                                                                                             |                   |                   |                  |                   |
| 26 | 10 octobre 2014   | 978-4-06-380442-3 | 21 novembre 2018 | 978-2-8116-4645-5 |
| Liste des chapitres : - Poème 134 - Poème 135 - La St-Valentin de Makoto ♥ - Poème 136 - Poème 137 - Poème 138                                                                |                   |                   |                  |                   |
| 27 | 13 avril 2015     | 978-4-06-380465-2 | 20 février 2019  | 978-2-8116-4816-9 |
| Liste des chapitres : - Poème 139 - Poème 140 - Poème 141 - Poème 142 - Poème 143                                                                                             |                   |                   |                  |                   |
| 28 | 12 août 2015      | 978-4-06-380474-4 | 22 mai 2019      | 978-2-8116-4905-0 |
| Liste des chapitres : - Poème 144 - Poème 145 - Poème 146 - Poème 147 - Poème 148                                                                                             |                   |                   |                  |                   |
| 29 | 13 octobre 2015   | 978-4-06-380484-3 | 28 août 2019     | 978-2-8116-5129-9 |
| Liste des chapitres : - Poème 149 - Poème 150 - Poème 151 - Poème 152 - Poème 153                                                                                             |                   |                   |                  |                   |
| 30 | 13 janvier 2016   | 978-4-06-380491-1 | 20 novembre 2019 | 978-2-8116-5265-4 |
| Liste des chapitres : - Poème 154 - Poème 155 - Poème 156 - Poème 157 - Poème 158                                                                                             |                   |                   |                  |                   |

### Tomes 31 à 40
| no | Japonais         | Japonais          | Français         | Français          |
| no | Date de sortie   | ISBN              | Date de sortie   | ISBN              |
| --- | ---------------- | ----------------- | ---------------- | ----------------- |
| 31 | 11 mars 2016     | 978-4-06-380498-0 | 19 février 2020  | 978-2-8116-5409-2 |
| Liste des chapitres : - Poème 159 - Poème 160 - Poème 161 - Poème 162 - Poème 163 |                  |                   |                  |                   |
| 32 | 13 juillet 2016  | 978-4-06-394513-3 | 10 juin 2020     | 978-2-8116-5476-4 |
| Liste des chapitres : - Poème 164 - Poème 165 - Poème 166 - Poème 167 - Poème 168 |                  |                   |                  |                   |
| 33 | 13 octobre 2016  | 978-4-06-394522-5 | 4 novembre 2020  | 978-2-8116-5704-8 |
| Liste des chapitres : - Poème 169 - Poème 170 - Poème 171 - Poème 172 - Poème 173 |                  |                   |                  |                   |
| 34 | 13 mars 2017     | 978-4-06-394535-5 | 17 mars 2021     | 978-2-8116-5952-3 |
| Liste des chapitres : - Poème 174 - Poème 175 - Poème 176 - Poème 177 - Poème 178 |                  |                   |                  |                   |
| 35 | 10 août 2017     | 978-4-06-394550-8 | 15 juillet 2021  | 978-2-8116-5954-7 |
| Liste des chapitres : - Poème 179 - Poème 180 - Poème 181 - Poème 182 - Poème 183 |                  |                   |                  |                   |
| 36 | 13 novembre 2017 | 978-4-06-510715-7 | 20 octobre 2021  | 978-2-8116-6468-8 |
| Extra : Au Japon, le tome 36 (ISBN 978-4-06-510715-7) est sorti en édition limitée .Liste des chapitres : - Poème 184 - Poème 185 - Poème 186 - Poème 187 - Poème 188                                   |                  |                   |                  |                   |
| 37 | 13 février 2018  | 978-4-06-511004-1 | 8 décembre 2021  | 978-2-8116-6486-2 |
| Liste des chapitres : - Poème 189 - Poème 190 - Poème 191 - Poème 192 - Poème 193 |                  |                   |                  |                   |
| 38 | 11 mai 2018      | 978-4-06-511697-5 | 16 mars 2022     | 978-2-8116-6808-2 |
| Liste des chapitres : - Poème 194 - Poème 195 - Poème 196 - Poème 197 - Poème 198 |                  |                   |                  |                   |
| 39 | 9 août 2018      | 978-4-06-512495-6 | 13 juillet 2022  | 978-2-8116-7071-9 |
| Extra : Au Japon, le tome 39 (ISBN 978-4-06-512666-0) est sorti en édition limitée accompagné d'un bloc-notes spécial.Liste des chapitres : - Poème 199 - Poème 200 - Poème 201 - Poème 202 - Poème 203 |                  |                   |                  |                   |
| 40 | 13 novembre 2018 | 978-4-06-513925-7 | 16 novembre 2022 | 978-2-8116-7219-5 |
| Extra : Au Japon, le tome 40 (ISBN 978-4-06-514136-6) est sorti en édition limitée .Liste des chapitres : - Poème 204 - Poème 205 - Poème 206 - Poème 207 - Poème 208                                   |                  |                   |                  |                   |

### Tomes 41 à 50
| no | Japonais         | Japonais          | Français         | Français          |
| no | Date de sortie   | ISBN              | Date de sortie   | ISBN              |
| --- | ---------------- | ----------------- | ---------------- | ----------------- |
| 41 | 13 mars 2019     | 978-4-06-515049-8 | 1er février 2023 | 978-2-8116-7732-9 |
| Liste des chapitres : - Poème 209 - Poème 210 - Poème 211 - Poème 212 - Poème 213                                                                                         |                  |                   |                  |                   |
| 42 | 12 juillet 2019  | 978-4-06-516668-0 | 17 mai 2023      | 978-2-8116-7733-6 |
| Liste des chapitres : - Poème 214 - Poème 215 - Poème 216 - Poème 217 |                  |                   |                  |                   |
| 43 | 13 décembre 2019 | 978-4-06-517933-8 | 16 août 2023     | 978-2-8116-7997-2 |
| Extra : Au Japon, le tome 43 (ISBN 978-4-06-517933-8) est sorti en édition limitée contenant un CD .Liste des chapitres : - Poème 218 - Poème 219 - Poème 220 - Poème 221 |                  |                   |                  |                   |
| 44 | 13 mai 2020      | 978-4-06-519522-2 | 17 janvier 2024  | 978-2-8116-7998-9 |
| Liste des chapitres : - Poème 222 - Poème 223 - Poème 224 - Poème 225 |                  |                   |                  |                   |
| 45 | 13 octobre 2020  | 978-4-06-521140-3 | 17 avril 2024    | 978-2-8116-8762-5 |
| Liste des chapitres : - Poème 226 - Poème 227 - Poème 228 - Poème 229 |                  |                   |                  |                   |
| 46 | 12 mars 2021     | 978-4-06-522560-8 | 10 juillet 2024  | 978-2-8116-8763-2 |
| Extra : Au Japon, le tome 46 (ISBN 978-4-06-522851-7) est sorti en édition limitée .Liste des chapitres : - Poème 230 - Poème 231 - Poème 232 - Poème 233                 |                  |                   |                  |                   |
| 47 | 12 août 2021     | 978-4-06-524543-9 | 23 octobre 2024  | 978-2-8116-8764-9 |
| Liste des chapitres : - Poème 234 - Poème 235 - Poème 236 - Poème 237 |                  |                   |                  |                   |
| 48 | 10 février 2022  | 978-4-06-526797-4 | 8 janvier 2025   | 978-2-8116-9679-5 |
| Liste des chapitres : - Poème 238 - Poème 239 - Poème 240 - Poème 241 |                  |                   |                  |                   |
| 49 | 13 juillet 2022  | 978-4-06-528488-9 | 16 avril 2025    | 978-2-8116-9681-8 |
| Liste des chapitres : - Poème 242 - Poème 243 - Poème 244 - Poème 245 |                  |                   |                  |                   |
| 50 | 13 décembre 2022 | 978-4-06-530738-0 |                  |                   |
| Liste des chapitres : - Poème 246 - Poème 247 |                  |                   |                  |                   |